# Susan Strasbergová
Susan Elizabeth Strasbergová (22. května 1938, New York – 21. ledna 1999, New York) byla americká herečka a modelka židovského původu. Byla dcerou známého divadelního režiséra Lee Strabsberga. Její matka Paula a bratr John byli rovněž herci. Pro svou křehkost kombinovanou s inteligencí byla v mládí často srovnávána s Audrey Hepburnovou.
V 18 letech byla nominována na cenu Tony a získala Theatre World Award za titulní roli v broadwayském představení Deník Anny Frankové. V 50. letech se objevila například v dramatu Piknik (1955), za svou roli byla nominována na cenu BAFTA. V Evropě si zahrála v italsko-jugoslávském filmu o holokaustu Kápo (1959), který byl nominován na Oscara za nejlepší cizojazyčný film. Ona sama získala díky tomuto filmu cenu pro nejlepší herečku na festivalu v Mar del Plata. Několik let pak žila v Římě, kde natočila například válečnou komedii Nejkratší den (1963). Vrátila se do USA, kde natočila například snímek Hemingway's Adventures of a Young Man (1963), který jí vynesl nominaci na Zlatý glóbus. Její pozdější filmová kariéra se ale skládala především ze slasherů a hororů. K nejoceňovanějším patří Taste of Fear (1961), Horská dráha (1977), The Manitou (1978), Krvavé narozeniny (1981) nebo Sladkých šestnáct (1983). Objevila se též v akčním trháku Delta Force (1986). Podílela se i na několika kontrakulturních filmech 60. let jako byl "LSD snímek" Trip (1967) podle scénáře Jacka Nicholsona, kde ztvárnila hlavní roli po boku Petera Fondy, nebo film Podlomená vůle (1968). Naposledy se na filmovém plátně objevila ve snímku Orsona Wellese Odvrácená strana větru (2018).

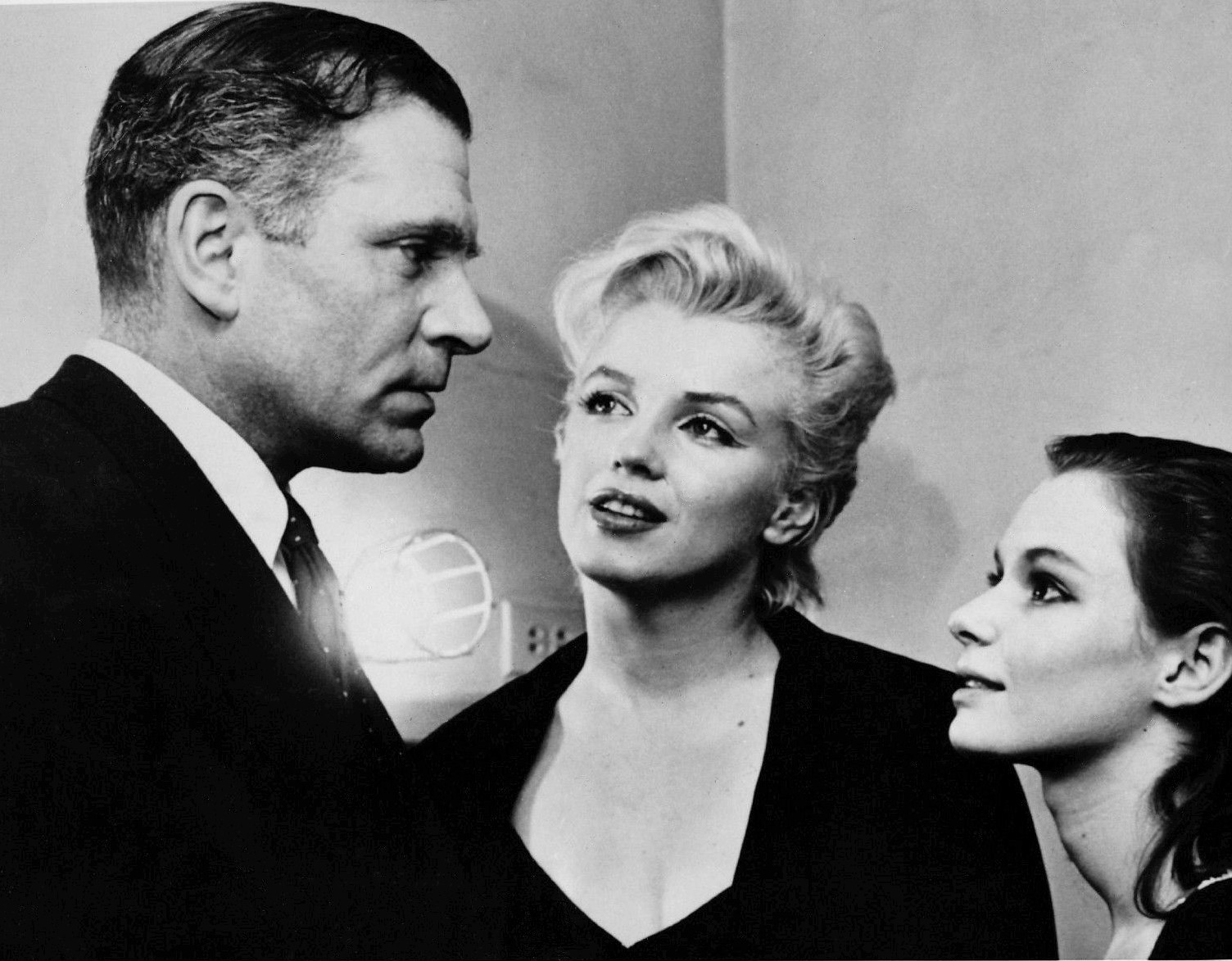
Laurence Olivier, Marilyn Monroeová a Susan Strasbergová

Objevila se též v řadě seriálů (To je vražda, napsala, Remington Steele, Neobvyklé příběhy, Příběhy z temnot, Cagneyová a Laceyová aj.).
V roce 1955, na vrcholu své slávy, se objevila na obálkách časopisů Life a Newsweek. Byla blízkou přítelkyní Marilyn Monroeové a Richarda Burtona. O přátelství s Marilyn napsala knihu Marilyn and Me: Sisters, Rivals, Friends (1992). Milostný vztah s Burtonem rozebrala v autobiografii Bittersweet (1980). Měla vztah i s Bobbym Driscollem, Warrenem Beattym a Cary Grantem, ale nakonec se roku 1965 provdala za herce Christophera Jonese.  Zemřela na rakovinu prsu.